# Anders Gustavsson (frivilligsoldat)
Anders Gustavsson, född 1899 i Tvååker, död 1990, var en svensk frivillig soldat i den röda armén under andra världskriget.

## Barndom och uppväxt
Anders Gustavsson föddes i Tvååker i Halland 1899. Föräldrarna var småbrukare på Mossegård en bit bortåt landsvägen mot Morup. Gården bar sig dåligt, varför föräldrarna redan under Anders första levnadsår flyttade till Falkenberg, där fadern fått arbete. Anders Gustavsson gick ut folkskolan med goda betyg men eftersom han var fattig kunde han inte fortsätta skolan. Därför tog han arbete som typograf, tegelbruksarbetare och hamnsjåare. Han blev tidigt aktiv i den socialdemokratiska ungdomsföreningen i Falkenberg. Han blev sedan allt mer dragen åt vänster och gick med i Sveriges Kommunistiska Parti.
År 1925 åkte han till Sovjetunionen för att studera kommunismen. Där mötte han sin blivade fru Ludmila. Hon lärde honom ryska och de gick tillsammans i Moskvas universitet i tre år innan hon var tvungen att åka tillbaka till sin hemstad Leningrad. Anders Gustavsson avslutade sina studier och fick arbete som redaktör vid De utländska arbetarnas lag i Moskva, där han översatte Lenins skrifter till svenska. Efter några år flyttade förlaget till Leningrad och där gifte han sig med Ludmila. Han var nu sovjetisk medborgare och snart föddes två döttrar. Senare blev Gustavsson anklagad för antisovjetisk verksamhet, vilket ledde till att han blev utesluten ur Sovjetunionens kommunistiska parti (SUKP). 

## Kriget
När tyskarna invaderade Leningrad blev Gustavsson tagen till nåder av SUKP och gick med i Röda armén. Han skildes från familjen när de evakuerades. Sedan deltog han i försvaret av Leningrad och fick lida svårt av svälten och kylan. Han försökte hålla modet uppe med att skriva en dagbok om sina upplevelser. Vintern 1942 tjänstgjorde han i själva Leningrad. I april sattes han dock i frontlinjen; i maj drabbades han av skörbjugg och togs in på sjukhus.
Efter att lämnat staden tjänstgjorde han på flera fronter som till exempel Krim. Flera gånger höll han att tappa modet men lyckades hålla andan uppe genom att ägna tid åt sina böcker. Han uppehöll kontakten med sin familj. Efter segern i Leningrad blev han befordrad till kapten och deltog i offensiven i Krim och efter flera veckors stridande hade han och hans kamrater nått till utkanten av Sevastopol. Han lyckade med resten av Röda armén erövra staden, men glädjen var inte lång. Den 2 maj blev han meddelad att Ludmila hade dött av sjukdom, vilket tog hårt på honom. Efter att Krim hade rensats från tyskar fortsatte han och hans kamrater västerut. Han hade som uppgift att förhöra krigsfångar. År 1945 var han i Ostpreussen där han blev major. Nu fick han höra nyheterna att tyskarna hade kapitulerat. Han blev hemförlovad och i Kazakstan återförenades han med sina döttrar.

## Efter kriget
Efter kriget fick Gustavsson tjänst som universitetslärare i språk i Leningrad. Han hade fått minst nio medaljer och "Stora fosterländska krigets orden". Han bar dem stolt på bröstet vid de årliga minnesparaderna för revolutionen och segerdagen. År 1990 dog han av hög ålder. Han ville bli begravd i sitt hemland och han vilar nu på Stafsinge kyrkogård.